# Muergas
Muergas (en euskera Morgas) es una localidad del municipio burgalés de Condado de Treviño, en la Comunidad Autónoma de Castilla y León (España). 
La iglesia está dedicada a san Cosme y san Damián.

## Localidades limítrofes
Confina con las siguientes localidades:
- Al noreste con Añastro y Cucho.
- Al sureste con Grandival y Ozana.
- Al sur con Mijancas.
- Al suroeste con Lacervilla.
- Al noroeste con San Esteban de Treviño y Pangua.

## Demografía
Evolución de la población
| Gráfica de evolución demográfica de Muergas entre 2000 y 2017      |
|                                                                    |
| Población de derecho (2000-2017) según el padrón municipal del INE |

## Historia
Así se describe a Muergas en el tomo XI del Diccionario geográfico-estadístico-histórico de España y sus posesiones de Ultramar, obra impulsada por Pascual Madoz a mediados del siglo XIX:

Aldea en la provincia, audiencia territorial y capitanía general de Burgos (16 leguas), diócesis de Calahorra (17 ½), partido judicial de Miranda de Ebro (1 ½), y ayuntamiento de Treviño (1). Situada a la falda de un monte, en terreno quebrado; su clima es templado y sano, sin que se padezcan comúnmente otras enfermedades que algunos dolores de estómago. Tiene 9 casas, una escuela de primera educación, frecuentada por 12 niños de ambos sexos, y dotada con 1.100 reales, procedentes de una fundación que dejó el presbítero Don José María Gómez del Casal; una iglesia parroquial (Santos Cosme y Damián); un cementerio y 2 ermitas (San Formesio mártir y Santa Lucía); la primera en la cima de la sierra de su nombre, y la otra próxima al pueblo, conservándose depositado en aquella el cuerpo del santo; el culto de la parroquia está servido por un cura párroco y un sacristán. Confina el término N San Esteban; E Añastro; S Ozana, y O Lacervilla (provincia de Álava). El terreno es de mediana calidad, húmedo y pantanoso en invierno, y muy árido en verano, conteniendo un pequeño monte poblado de robles jóvenes, que lleva el mismo nombre del pueblo. Caminos: las que conducen a San Esteban, Añastro y Ozana. La correspondencia se recibe de Treviño. Producciones: trigo, centeno, cebada, avena, maíz, patatas, menucias y nueces; cría ganado vacuno de labor, mular y lanar, y caza de liebres, perdices, codornices y zorros. Industria: la agrícola. Población: 8 vecinos, 30 almas. Capital productivo: 13.400 reales. Imponible: 465.
Diccionario geográfico-estadístico-histórico de España y sus posesiones de Ultramar